# 梶みきおの昼休み天国
梶みきおの昼休み天国（かじみきおのひるやすみてんごく）はニッポン放送で1977年10月3日から1987年4月3日まで放送されていたラジオ番組。

## 概要
- 番組の初めのところでチャイムが鳴り「歩行者の皆様、この中通りはただいまから1時間、昼休み天国として開放されました」とのアナウンスを入れてから、梶があいさつするという形式をとっていた。

## 出演者
- パーソナリティ - 梶みきお（当時:ニッポン放送のアナウンサー）

## 内包番組
（）

### 1977年10月 -
- ニュース・天気予報
- 都民ダイヤル
- ハロー埼玉
- ロイ・ジェームスのいじわるジョッキー
- クラウンレコード1万円クイズ
- 海援隊だよお母さん

### 1978年4月 -
- ニュース・天気予報
- 都民ダイヤル
- ロイ・ジェームスのいじわるジョッキー
- クラウンレコード1万円クイズ

### 1978年10月 -
- ニュース・天気予報
- 都民ダイヤル
- ロイ・ジェームスのいじわるジョッキー
- お好みリクエスト
- クラウンレコード1万円クイズ
- ハロー千葉
- スタークイズあの町この町歌謡曲

### 1979年4月 -
- ニュース・天気予報
- 都民ダイヤル
- ロイ・ジェームスのいじわるジョッキー
- お好みリクエスト
- クラウンレコード1万円クイズ
- ハロー千葉
- なるほどクイズ

### 1979年10月 -
- ニュース・天気予報
- 都民ダイヤル
- ロイ・ジェームスのいじわるジョッキー
- 梶みきおのはつらつベターライフ
- クラウンレコード1万円クイズ
- ハロー千葉

### 1980年4月 -
- ニュース・天気予報
- 都民ダイヤル
- ロイ・ジェームスのいじわるジョッキー
- 梶みきおのわが家わが町
- クラウンレコード1万円クイズ
- ハロー千葉
- 前田吟のギンギラ吟です
- なるほどクイズ

### 1980年10月 -
- ニュース・天気予報
- 都民ダイヤル
- ロイ・ジェームスのいじわるジョッキー
- 梶みきおのわが家わが町
- クラウンレコード1万円クイズ
- ハロー千葉
- 前田吟のギンギラ吟です
- 梶みきおのお好みリクエスト

### 1981年10月 -
- ニュース・天気予報
- 都民ダイヤル
- ロイ・ジェームスのいじわるジョッキー
- 梶みきおのわが家わが町
- クラウンレコード1万円クイズ
- ハロー千葉
- 梶みきおのお好みリクエスト

### 1982年4月 -
- ニュース・天気予報
- 都民ダイヤル
- ロイ・ジェームスのいじわるジョッキー
- 梶みきおのわが家わが町
- クラウンレコード1万円クイズ
- ハロー千葉
- 梶みきおのお好みリクエスト
- ドライバー情報

### 1982年10月 -
- ニュース・天気予報
- 都民ダイヤル
- ケーシー高峰のいじわるジョッキー
- 梶みきおのわが家わが町
- クラウンレコード1万円クイズ
- ハロー千葉
- 梶みきおのお好みリクエスト
- ドライバー情報

### 1983年4月 -
- ニュース・天気予報
- 都民ダイヤル
- ケーシー高峰のいじわるジョッキー
- 梶みきおのわが家わが町
- クラウンレコード・ラッキープレゼント
- ハロー千葉
- 梶みきおのお好みリクエスト
- ドライバー情報

### 1983年10月 -
- ニュース・天気予報
- 都民ダイヤル
- ケーシー高峰のいじわるジョッキー
- 思い出のオルゴール
- クラウンレコード・ラッキープレゼント
- ハロー千葉
- ハーレクインロマンス愛のストーリー

### 1984年4月 -
- ニュース・天気予報
- 都民ダイヤル
- 梶みきおのくらしのダイヤル
- 思い出のオルゴール
- クラウンレコード・ラッキープレゼント
- ハロー千葉
- 梶みきおのお好みリクエスト

### 1984年10月 -
- ニュース・天気予報
- 都民ダイヤル
- 思い出のオルゴール
- クラウンレコード・ラッキープレゼント
- ハロー千葉
- 梶みきおのお好みリクエスト
- 多湖輝の子育てQ&A

### 1985年4月 -
- ニュース・天気予報
- 梶みきおのおまかせ歌謡曲
- 都民ダイヤル
- 想い出のオルゴール
- クラウンレコード・ラッキープレゼント
- ハロー千葉
- 梶みきおのお好みリクエスト
- 多湖輝の子育てQ&A

### 1986年4月 -
- ニュース・天気予報
- 都民ダイヤル
- ハロー千葉
- 想い出のオルゴール
- 多湖輝の子育てQ&A
- クラウンレコード・ラッキープレゼント
- 梶みきおのお好みリクエスト